# بوعزيز أيت شبيب
بوعزيز أيت شبيب سياسي من المنامة في البحرين.
بوعزيز آيت شبيب من مواليد 23 فبراير 1973 في المنامة في البحرين  . هو ناشط وسياسي في منطقة القبائل ، وناشط سابق في حزب التجمع من أجل الثقافة والديموقراطية وعضو في الحركة الثقافية البربرية ، وهو مؤسس مشارك لحركة تقرير المصير في منطقة القبائل (الماك)، والتي كان رئيسًا لها من 9 ديسمبر 2011 إلى 17 نوفمبر 2016.
استقال في وقت لاحق من منصبه ليؤسس ، مع أعضاء سابقين آخرين في MAK ، الاتحاد من أجل جمهورية القبايل.